# Voo Aeropostal 252
O voo Aeropostal 252 foi um voo da Aeropostal com a rota  de Caracas a Curaçao que foi sequestrado em 29 de julho de 1984 por dois homens que mantiveram reféns 87 pessoas por 38 horas, voando de Trinidad e Tobago, Aruba e Curaçao. Embora uma aeromoça grávida houvesse abortado durante o sequestro devido à tensão dos eventos, em 31 de julho uma operação de resgate por um comando da DISIP com a ajuda da Delta Force americana invadiu a aeronave e foi bem-sucedida, dirigida pelo então comissário geral Henry López Sisco, resultando na libertação de todos os reféns e na morte de ambos os sequestradores.

## Sequestro
Em 29 de julho de 1984, o voo Aeropostal 252, apelidado de El Zuliano, partiu do Aeroporto Internacional Simón Bolívar, em Maiquetía, às 13h34, com uma viagem prevista de trinta minutos. Durante o voo, dois sequestradores, Dominique Hilertant e Segundo Félix Castillo, de nacionalidade haitiana e dominicana, respectivamente, assumiram o controle da aeronave e pretendiam pousar na Ilha de Margarita, no estado de Nueva Esparta; no entanto, forçaram a tripulação a desviar para Trinidad e Tobago. Os sequestradores fizeram várias exigências, incluindo um valor entre dois e cinco milhões de dólares, um helicóptero e, posteriormente, armas. O governo de Trinidad e Tobago não concordou em negociar com os sequestradores; portanto, após várias horas, decidiram partir para Aruba, onde o primeiro-ministro interveio e conseguiu entrar em contato com Hilertant por telefone, mas não pôde negociar. De Aruba, partiram para Curaçao. As negociações duraram horas, e os sequestradores e os reféns ficaram sem comida e água. Após quase 38 horas do sequestro, os reféns decidiram libertar seis reféns, incluindo o argentino Federico Ramón Puertas, que negociou individualmente e prometeu entregar seis milhões de dólares em troca de sua esposa grávida, que permaneceu no avião. A equipe de polícia venezuelana, liderada pelo então comissário geral Henry López Sisco, não conseguiu avançar nas negociações e entrou em contato com a esposa de Hilertant, Denys Martínez, que concordou em falar com os sequestradores para interromper a missão. Martínez pediu ao marido para libertar a comissária de bordo Vilma Briceño, que perdeu um bebê enquanto estava grávida devido à tensão, ou para descer da aeronave e conversar com ela; os sequestradores escolheram libertar a aeromoça.

## Motivos
O capitão do avião sequestrado, Arturo Reina, explicou em uma entrevista à Rádio Caracas Television (RCTV) anos depois que os sequestradores nunca confirmaram o que estavam procurando. Embora as gravações existentes das negociações entre as forças policiais e os sequestradores não discutam política, os homens pediram armas e dinheiro quando começaram as negociações. O jornal espanhol El País considerou a teoria de que o objetivo do sequestro da aeronave da Aeropostal poderia ser obter fundos e armas para a oposição haitiana contra o ditador Jean-Claude Duvalier e vincular Dominique Hilertant a ativistas políticos no Haiti, afirmando que “em janeiro de 1983 (Hilertant) fez uma declaração em Santo Domingo, na qual prometeu lutar contra o regime haitiano. Então especificou que havia recrutado mercenários dominicanos”. Um dos assimilados foi precisamente seu companheiro Segundo Félix Castillo. O jornal espanhol La Vanguardia também confirmou os vínculos dos sequestradores com os supostos planos de derrubar o ditador. Os sequestradores se reuniram em uma prisão na República Dominicana e dividiram a mesma pensão por alguns meses em El Silencio, em Caracas. Hilertant era um ex-capitão do exército haitiano que trabalhava como porteiro noturno em um hotel em Caracas e que havia sido preso em dezembro de 1982 por contrabando de armas da República Dominicana que conspiravam contra o ditador Duvalier. Segundo teve várias ocupações, trabalhando como soldador em vários países.

## Resgate
A Curaçao chegaram especialistas civis e militares dos Estados Unidos provenientes de Fort Bragg, a base militar da unidade de operações especiais Delta Force. Henry López Sisco, comissário geral da DISIP, reuniu-se com o grupo pelo menos cinco vezes; cada um tinha um plano preparado, mas quem tomou a decisão final da situação era o primeiro ministro das Antilhas Neerlandesas. Os sequestradores ameaçavam explodir o avião se não recebessem o dinheiro e o helicóptero que haviam solicitado. Duas horas antes do ataque, um técnico da companhia aérea regional Air ALM entrou no avião, esvaziou a roda dianteira da aeronave e removeu alguns fusíveis para que o avião não pudesse decolar. Denys Martínez falou por telefone com seu marido Hilertant e pediu que abandonasse a ameaça de explorar a aeronave. Finalmente, às 13h50, uma comissão venezuelana de doze homens realizou uma operação coordenada com as autoridades do aeroporto, apagando as luzes do local, aproximando-se do avião de diferentes direções e atirando nas rodas. Segundo os passageiros, Dominique Hilertant observou que um ataque havia começado, então começou a derramar gasolina dentro do avião. Os comandos explodiram em granadas de efeito moral e mataram Segundo Félix; Hilertant tentou incendiar a aeronave quando começaram a entrar, mas foi morto por oficiais. Todas as três portas do avião foram abertas quase ao mesmo tempo e os reféns foram libertados. Vários passageiros foram levados às pressas para o Hospital St. Elizabeth para tratamento de fadiga e ferimentos leves. O voo da Aeropostal retornou a Caracas e trouxe de volta todos os passageiros sequestrados no dia seguinte, mas tiveram que voar baixo para evitar problemas de pressão devido aos múltiplos impactos de balas apresentados pela aeronave.